# Antipatris

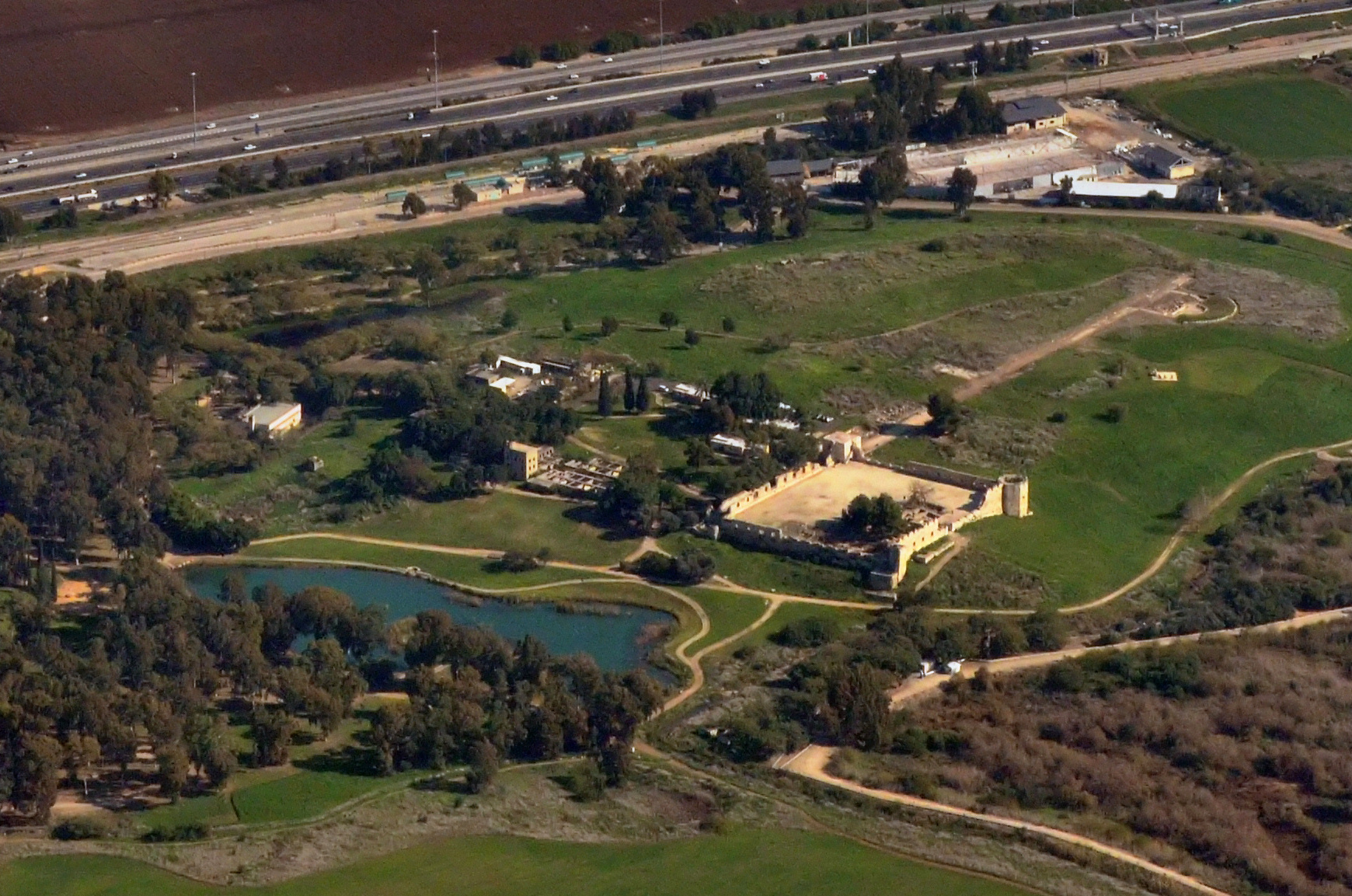
Antipatris med ruinerna av korsfararborgen

Antipatris är en stad som omnämns i Bibeln och är belägen på Saronslätten. Den ligger på en av två platser i Israel som heter Tel Afek och den har nationalparksstatus. Platsen har undersökts arkeologiskt, den ligger strategiskt mellan floden Yarkons källor och bergen i Samarien och har länge varit befäst. Den har kopplats samman med den i Gamla testamentet omnämnda platsen "Afek".
Staden återuppbyggdes enligt Josefus av Herodes den store och namngavs efter Herodes far, Antipater. Enligt Apostlagärningarna passerade aposteln Paulus genom staden när han fördes från Jerusalem till Caesarea Maritima för att ställas inför dess ståthållare.
Antipatris förstördes i en jordbävning 363 e.Kr., senare byggdes det ett korsfararborg som modifierades under osmanska riket och vars ruiner är en del av nationalparken.